# 김명길 (대한민국의 법조인)
김명길(金明吉, 1943년 ~ )은 대구지방법원과 인천지방법원에서 법원장을 역임한 대한민국의 법조인이다. 인천지방법원장에 재직하던 2004년 4월 13일에 사건의 이해관계인인 건설업체 간부로부터 골프 접대를 받은 사실이 드러나 사임했다.

## 주요 판결
- 부산지방법원 형사부 2부 재판장으로 재직하던 1989년 10월 24일에 5.3 동의대 사태로 구속된 피고인들에게 사형이 구형된 1명에게 무기징역, 3명에게 징역15년, 단순 가담자인 35명은 집행유예를 선고했다.[2]

- 서울형사지방법원 합의22부 재판장으로 재직하던 1992년 6월 30일에 자신의 회사 돈을 전국구 의원 입후보를 위한 기부금으로 횡령한 전 평화민주당 의원 이교성에게 특정경제범죄 가중처벌법 업무상 횡령죄로 징역1년6월 집행유예2년을 선고했다.[3] 7월 29일에 택시를 잡기 위해 서 있던 회사원을 치고 도주한 청와대 경호실 직원 임주일(37세)에게 선고유예 판결을 했다.[4] 10월 27일에 남한사회주의노동자동맹 사건으로 구속되어 사형이 구형된 중앙위원장 백태웅에게 "사유재산제와 선거를 통한 정권교체를 부정하는 반국가단체임이 인정된다. 무장봉기를 통한 혁명의 방법으로 사회주의 국가를 건설하기 위해 활동해온 이상 중형을 선고하지 않을 수 없다"며 국가보안법 반국가단체 구성 등을 적용하여 무기징역을 선고했다.[5] 1993년 2월 24일에 남한조선노동당 사건으로 구속되어 사형이 구형된 전 청해실업 대표 심금섭에게 국가보안법상 간첩죄를 적용해 징역15년 자격정지15년 추징금 6780여만원을 선고했으며[6] 북한의 지령에 따라 민족해방애국전선을 결성한 혐의 등으로 구속되어 사형이 구형된 이 단체 전위조직 1995년 위원회 총책 최호경에게 "간첩행위를 해온 사실이 인정되지만 자유민주주의 체제의 우월성을 입증하기 위해 구형된 사형을 선고하지 않는다"며 국가보안법 간첩죄 등을 적용해 무기징역을 선고했다.[7] 2월 26일에 민중당 정책위 의장 장기표에게 국가보안법 불고지죄를 적용해 징역1년 자격정지1년을 선고했다.[8] 4월 27일에 대한민국 제14대 대통령 선거에서 부정선거를 도모한 기관장 모임의 주역인 김기춘이 낸 선거운동원이 아닌 자의 선거운동을 금지한 것에 대한 위헌심판제청 신청을 인용하여 위헌심판제청했다.[9] 7월 21일에 세무조사 무마 처탁과 함께 3천만원을 받은 전 강남세무서장 조병환에게 알선수뢰죄를 적용해 징역2년6월 추징금 3천만원을 선고하면서 서장으로부터 2천만원을 받은 서울지방국세청 소속 사무관 고광복에게 징역2년6월 집행유예3년을 선고했다.[10]

- 서울고등법원 특별4부 재판장으로 재직하던 1999년 7월 23일에 독일 유학생 간첩 사건으로 실형을 선고받고 만기 출소한 안모씨가 법무부를 상대로 보안관찰 처분 취소 청구소송에서 "만기출소 이후 새로운 삶을 위해 대학원 진학을 준비하는 등 재범의 우려가 없어 보인다"며 "보안관찰 처분을 취소하라"고 했다. 이는 간첩사건 보안관찰을 취소한 최초의 판결이다.[11]